# 솔브릿지 국제경영대학
솔브릿지 국제경영대학(SolBridge International School of Business)은 2007년 우송학원이 설립한 경영전문대학교이다.

## 역사 및 연혁
- 2008년 솔브릿지 국제경영대학 신설
- 2009년 미국 조지아 공과대학교와 2+2 복수 학위 협약 체결
- 2010년 중국 베이징 외국어대학(BFSU) 2+2 복수 학위 협약 체결
- 2014년 AACSB* 인증 획득

## 전공분야
- Specialization(특화과정)
- Finance
- Marketing
- Entrepreneurship
- Management
- Data Analytics (Minor)